# Franz Staudegger
Franz Staudegger (1923. február 12. Bleiburg–Unterloibach, Karintia, Ausztria – 1991. március 16. Frankfurt, Németország) a második világháború német páncélos ászainak, a legsikeresebb harckocsizóknak egyike. Sikereinek többségét Tigris I. típusú harckocsijával érte el.

## Korai szakasz
Egy fogadós négy fia közül legidősebbként született Ausztriában. A világháború kitörésekor még alig töltötte be a 16. évét. 1940-ben jelentkezett az SS-be, júliustól beiskolázták a Leibstandarte SS Adolf Hitler állományában. 1941-ben már a Waffen-SS kötelékében a keleti fronton harcolt gyalogosként. 1941. július 7-én Zsitomir közelében megsebesült és kórházba került.
Lábadozása időszakában, 1942. március 1-ig páncélos kiképzést kapott, ebben a hónapban SS-Sturmanná léptették elő. Meglehetősen egyedülálló módon, annak ellenére, hogy páncélos tapasztalatai még nem voltak, rögtön a Tigris I-re osztották be, ami szinte kivétel nélkül a harckocsi- és páncélvadász kategóriákban már nagy gyakorlatot szerzett veteránok kiváltsága volt. Ebben nagy szerepet játszott az a körülmény, hogy az LSSAH az elitek elitje volt az SS-en belül is. Első harckocsija mégis egy Pz III-as lett, amely Michael Wittmann páncélosszázadában szolgált. A Pz III-ast 1943 februárjában váltotta a későbbiekben állandósuló Tigris I-re.

## Harkov
1943. január 20-án léptették elő SS-Unterscharführerré, ekkortól harckocsiparancsnok. Tigrisével februárban érkezett Harkov térségébe, az első bevetést 1943. március 1-jén teljesítette a harmadik harkovi csatában. 1943. március 20-án megkapta a Vaskereszt második osztályát, április elsején az ezüst harckocsizóérmet. Kisebb sebesülése után 1943. július 5-én érkezett vissza a frontra.

## Kurszk
1943. július 5-én a kurszki csata második napján két szovjet harckocsit lőtt ki, és másnap megkapta a Vaskereszt első osztályát. Az egész zászlóaljban ez volt a legelső első osztályú Vaskereszt. Három nappal később, július 8-án Staudegger és Helmut Wendorff harckocsijai Teterevinov faluból indulva csatlakoztak volna a főerőkhöz az előírt offenzíva végrehajtására. Staudegger Tigrise azonban műszaki problémák miatt nem tudott megindulni, így a településen maradt késő délelőttig. Amikor végül elindulhatott volna északnyugat felé, belefutott egy ellenlökést végrehajtó, 50–60 darab T–34-es harckocsiból álló szovjet alakulatba. Habozás nélkül szembefordult a szovjetekkel, és egymagában vette fel a harcot ellenük. Két óra alatt 17 darab T–34-est semmisített meg, miközben több találatot kapott, de egyik sem hatolt át a Tigris páncélján. Ekkor a szovjetek visszavonultak, Staudegger pedig tovább indult az egységei után, miközben további öt T–34-est lőtt ki, négyet pedig mozgásképtelenné tett.
A 22 darab megsemmisített és több megrongált harckocsiból álló veszteség a július 8-i szovjet ellenlökést megállította és visszavetette, Staudegger egymagában taktikai vereséget mért a térségbeli ellenségre. Rendkívüli bátorságáért két nap múlva megkapta a Vaskereszt Lovagkeresztjét, elsőként a Tigrisek harckocsiparancsnokai közül. A teljesítményben természetesen nagy szerepet kapott az általa irányított legénység is. Az 1325-ös toronyszámú Tigrist Herbert Stelmacher (irányzó-tüzér), Gerhard Waltersdorf (rádióslövész), Heinz Büchner (sofőr) és Walter Henke (töltőkezelő) irányították a harcban. A Vaskereszt első osztályát a teljes legénység is megkapta.
Staudeggert Adolf Hitler meghívta egy bemutatkozásra és beszélgetésre. Kapott ajándékba egy Volkswagen típusú személyautót. Az ezt követő szabadsága alatt szülővárosában ünnepséget tartott a megtiszteltetés örömére. Németországi tartózkodása során előadásokat tartott a Tigris harctéri tapasztalatairól.

## Nyugati front
1943 augusztusában az 1. SS páncélgránátos hadosztályt kivonták a frontról és Olaszországba küldték pihenni és feltölteni. Itt októberben ismételten átszervezték és feltöltötték az állománytáblát. Ezzel létrejött az első Waffen-SS páncélos hadosztály, az 1. SS páncélos hadosztály. A 13. páncélos század – amelyben Staudegger Wittmann alatt szolgált – szintén új nevet kapott, és átszervezték, 101. SS Panzer Abteilung néven szerepelt ezt követően. Wittmann az 1331. toronyszámú Tigrist kapta, mellette szolgált Staudegger, rajtuk kívül még olyan nagynevű harckocsizók is, mint Helmut Wendorff (1321. toronyszám), Jürgen Brandt (1334. toronyszám), és az egység parancsnoka Heinz Kling SS-Haupsturmführer (1301. toronyszám).
1943. végéig a keleti frontvonalon tartózkodott, 1944 januárjában a hátországba vezényelték. Júniusban tisztjelölt lett, de a normandiai partraszállás miatt újra a frontra került, ezúttal nyugaton. 1944. telén az ardenneki offenzíva során Tigris II-es egységet vezetett. 1945-ben Zugführer, vagyis a hét darab harckocsiból álló szakasz parancsnoka.
Staudegger túlélte a háborút. Vasúti tisztviselő lett, majd biztosítási ügynök. Hosszú ideig munkanélküli is volt. 1991. március 16-án Frankfurtban gégerákban halt meg, gyermektelenül.

## Külső hivatkozások
- Franz Staudegger Oberscharführer
- The Men & Their Unit
- Tiger I Information Center – páncélos ászok
- Wehrmacht–awards Archiválva 2016. március 5-i dátummal a Wayback Machine-ben